# Textkritik des Neuen Testaments

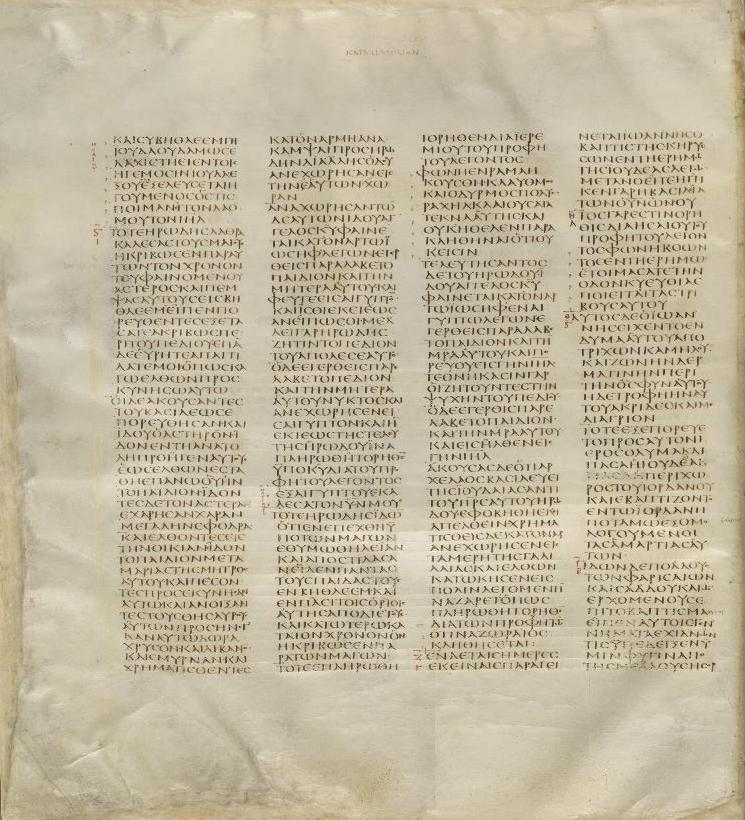
Eine Seite aus dem Codex Sinaiticus, Handschrift

Die Textkritik des Neuen Testaments dient dazu, aus der Fülle der Textvarianten in der handschriftlichen Überlieferung des Neuen Testaments eine möglichst ursprüngliche Fassung der Texte zu rekonstruieren. Sie verwendet zu diesem Zweck dieselben wissenschaftlichen Methoden wie die Klassische Philologie. Allerdings bildet sie einen Spezialfall aufgrund der ungleich größeren Anzahl an Textzeugen (Handschriften) im Vergleich zu jedem anderen antiken Text.

## Allgemeines

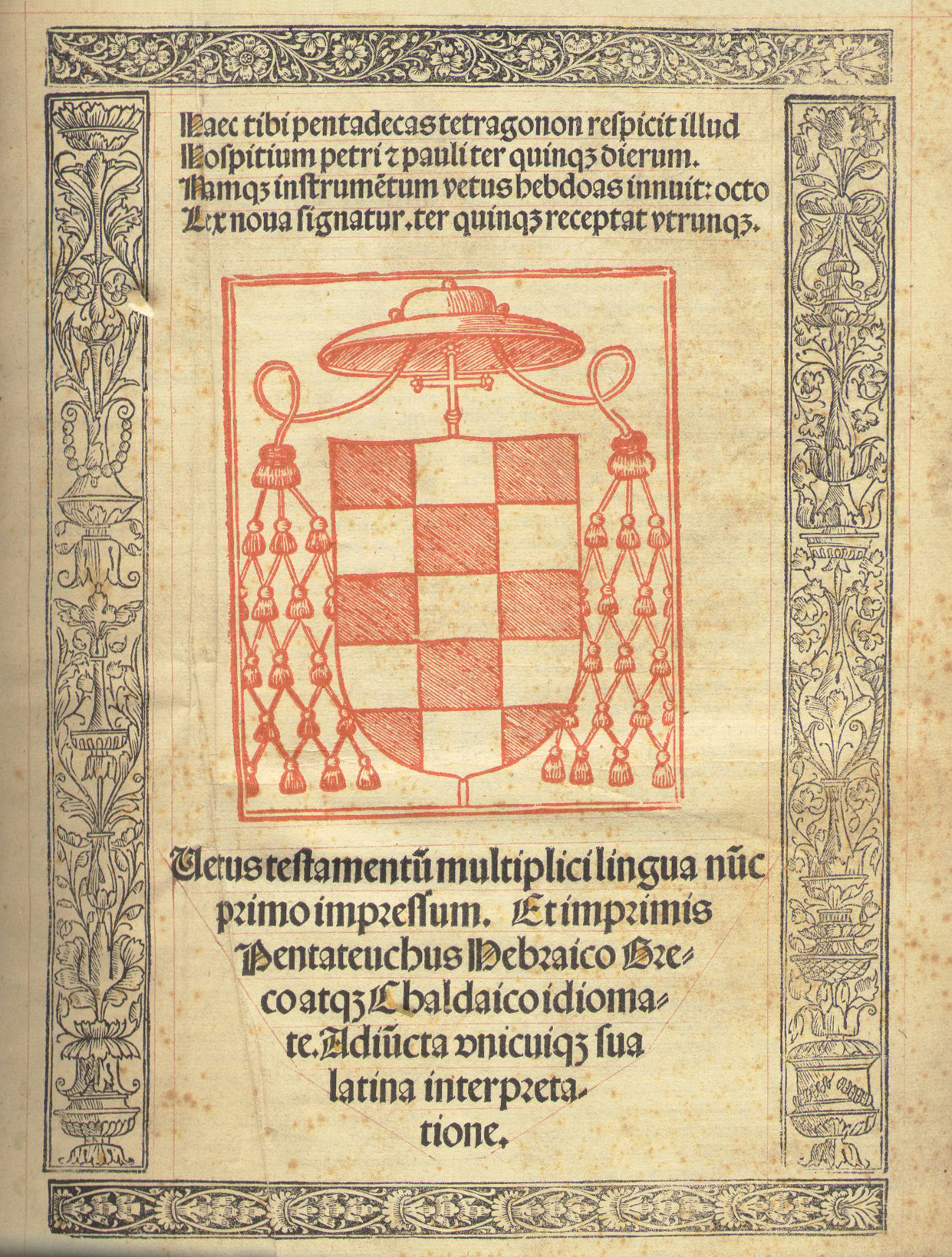
Die Complutensische Polyglotte ist die mehrsprachige gedruckte Erstausgabe des Neuen Testaments. Sie durfte nach dem Druck nicht erscheinen, weil keine päpstliche Genehmigung vorlag.

Die Textkritik des Neuen Testaments gehört zum Methodenkanon der historisch-kritischen Bibelforschung. Sie wird jedoch im Gegensatz zu den anderen Arbeitsschritten der historisch-kritischen Methoden auch von vielen evangelikalen und fundamentalistischen Gruppen akzeptiert.
Die (allgemeine) Textkritik wurde von der klassischen Philologie entwickelt, um antike Texte zu rekonstruieren, die teilweise nur fragmentarisch, dafür in mehreren Traditionslinien überliefert sind. Wie die Textgeschichte des Neuen Testaments zeigt, ist das Neue Testament weitaus besser bezeugt als alle anderen antiken Texte. Das Neue Testament ist ein Sonderfall in der Textkritik durch die große Anzahl der Textzeugen und wegen der Unmöglichkeit, eine vollständige Überlieferungsgeschichte zu erstellen.
Das Neue Testament wurde ursprünglich nicht als komplette Schrift verfasst und tradiert. Die einzelnen Schriften sind an verschiedenen Orten und zu verschiedenen Zeiten entstanden, wurden später zu vier größeren Textkorpora vereinigt und erst weit danach zu Codices zusammengefasst.
Die vier Teile sind:
1. die vier Evangelien;
2. die katholischen Briefe (Corpus Apostolicum), häufig zusammen mit der Apostelgeschichte;
3. das Corpus Paulinum, zu dem in der Textkritik auch der Hebräerbrief gehört;
4. die Apokalypse des Johannes, sie wurde als einzelnes Buch tradiert.

Viele Handschriften beinhalten daher nur einzelne Teile des Neuen Testaments. Komplette Handschriften gehen in den einzelnen Teilen auf verschiedene Vorlagen zurück. Eine vollständige Handschrift kann in den Evangelien einen guten, jedoch in den übrigen Teilen einen fehlerbelasteten Text haben, oder umgekehrt. Die unterschiedliche Tradierung der einzelnen Teile spiegelt sich bis in die Neuzeit, die selbst in den Druckausgaben noch keine einheitliche Reihenfolge der Bücher aufweist.
Die meisten Autographen des Neuen Testaments entstanden ungefähr zwischen Mitte und Ende des 1. Jahrhunderts, einige wenige noch zu Beginn des 2. Jahrhunderts nach Christus. Die Autographen sind heute verloren und nur noch Abschriften erhalten. Die ersten bekannten Papyrusfragmente sind vom Beginn des 2. Jahrhunderts (z. B. P52). Aus dieser Zeit kommen bereits die ersten Zitate bei den Kirchenvätern und wenig später Übersetzungen in andere Sprachen. Die ersten vollständig erhaltenen Textzeugen sind auf Pergament geschrieben und stammen aus dem 4. Jahrhundert (z. B. Codex Sinaiticus).
Es gibt über 5.000 Textzeugen in Griechisch, über 10.000 lateinische Manuskripte und weitere 10.000 Manuskripte von Übersetzungen in andere Sprachen. Die Texte werden zudem häufig von den Kirchenvätern, aber auch von als häretisch angesehenen Autoren wie beispielsweise Marcion oder gnostischen Autoren zitiert.
Die Abschreiber wechselten öfters die Vorlagen, arbeiteten mit mehreren Vorlagen gleichzeitig oder korrigierten die Abschrift später an anderen Vorlagen. Damit haben viele Handschriften nicht einen, sondern mehrere Ursprünge, dieses wird als Kontamination bezeichnet. Das Erstellen eines Stemmas, also eines Stammbaums der Handschriften, ist dadurch sehr schwierig und zum Teil nicht möglich. Die heutigen neutestamentlichen Textkritiker umgehen das Problem, indem sie die Textzeugen in Gruppen sortieren, genannt Texttypen. Die hauptsächlichen Texttypen sind der alexandrinische Typ, der westliche Typ und der byzantinische Typ.

## Methode
Kurz beschrieben, geht die Textkritik etwa folgendermaßen vor:
- Der Text der Handschriften wird rekonstruiert und entziffert.
- Die vorhandenen Manuskripte werden miteinander verglichen und Varianten festgestellt (Kollation).
- Die Varianten werden analysiert, insbesondere im Hinblick auf ihre Entstehung. Erfahrungsgemäß kommen dabei vor:
  - Abschreibversehen (doppelte Zeilen oder Wörter (Dittographie), ausgelassene Zeilen oder Wörter (Haplographie), Verwechslung ähnlicher Buchstaben, Schreibfehler);
  - ein schwieriger Text wurde vereinfacht;
  - ein kurzer Text wurde ergänzt;
  - ein ungebräuchlicher Text wurde einem gebräuchlichen angeglichen (z. B. aus Christus Jesus wird Jesus Christus) oder bei den synoptischen Evangelien werden die Lesarten einander angeglichen;
  - eine Änderung auf Grund von Itazismus, ausgelöst von den Lautveränderungen der griechischen Sprache.
- Eine möglichst ursprüngliche Variante wird ermittelt. Als die ursprünglichere Lesart gilt die, die das Zustandekommen der anderen Lesarten am besten erklären kann (vergleichbar zur Phylogenie). Weitere Faktoren sind dabei auch das Alter oder die Qualität einer Handschrift: Ein Papyrus ist häufig älter als ein Pergament und eine Minuskelhandschrift ist meist jünger als eine Majuskel, entsprechend haben die Textzeugen unterschiedliches Gewicht und unterschiedliche Glaubwürdigkeit in der Frage nach der ursprünglicheren Lesart. Es kann aber auch eine junge Abschrift eine sehr gute und alte Vorlage haben.
- Ein sehr großer Teil der textkritischen Entscheidungen betrifft unwesentliche Details, die keinerlei Auswirkungen auf den Sinngehalt oder auf die spätere Übersetzung haben. Das gilt beispielsweise, wenn ein Text das Pronomen durch das Bezugswort ersetzt, die Reihenfolge der Wörter im Satz verändert ist oder bei Zusammen- und Getrenntschreibung von Wörtern. Das gilt ebenso in den meisten Fällen für Akzente, diakritische Zeichen oder Satzzeichen.
- Konjekturen, also vom Herausgeber vorgeschlagene Lesarten ohne überlieferte Textgrundlage, haben bei der heutigen Forschungslage in der neutestamentlichen Wissenschaft keine Berechtigung mehr. Heute ist davon auszugehen, dass wenigstens ein bekannter Textzeuge an der fraglichen Stelle die ursprüngliche Lesart enthält oder wenigstens eine Lesart, die dem ursprünglichen Text sehr nahe kommt.[6]
- Auch die besten Zeugen sind zu hinterfragen. Kein Textzeuge hat immer und überall recht und jeder Schreiber kann Fehler machen. Jede Textstelle mit abweichender Lesart muss einzeln betrachtet werden und die Entscheidung individuell jedes Mal neu getroffen und begründet werden.
- Textkritische Entscheidungen vorwiegend anhand der Mehrheit der bekannten Textzeugen entsprechen nicht mehr dem Stand der modernen Textkritik. Die Zahl der Textzeugen hängt hauptsächlich davon ab, welche Überlieferung sich im Lauf der Zeit durchgesetzt hat und ist zu einem gewissen Grad zufällig. In manchen Fällen lassen sich ganze Gruppen von Handschriften, sogenannte Textfamilien, auf eine einzige oder sehr wenige Vorlagen zurückführen. Von textkritischem Wert ist in diesem Fall nur die eine aus den Abschriften rekonstruierbare Vorlage, die allerdings ihrerseits zeitlich weiter zurückreicht als die überlieferten Handschriften.

Diese ganze Arbeit fließt in den so genannten Apparat einer griechischen Textedition ein, mit dem sich die Zuverlässigkeit des Texts beurteilen lässt. Dabei werden in Fußnoten die möglichen Varianten zu einem Bibelvers angegeben, die Textzeugen, in denen die Varianten vorkommen, und meistens eine Bewertung der Variante.
Textkritik interessiert sich nicht für die inhaltliche Auslegung des Textes, sondern liefert als ersten Schritt innerhalb der historisch-kritischen Exegese den im Weiteren zu analysierenden Text. Auf die Textkritik kann nur verzichtet werden, wenn die Textgestalt einer bestimmten Überlieferungstradition durch eine dogmatische Entscheidung als verbindlich festgelegt wird. Friedrich Blass sagt zur Textkritik:
„Denn wirklich, sie ist nicht notwendig weder für den Nationalwohlstand, wie man das Geldmachen vornehm nennt, noch für das ganze Getriebe des modernen Lebens, noch für das Getriebe der Kirche, noch, wie ich schon sagte, für die Seligkeit der Seelen; weshalb ist sie überhaupt notwendig? Sie ist es, sage ich, für vernünftige und gebildete Menschen, oder mit anderem Ausdruck für denkende Christen.“
Textkritik wird in den Anfängen vor allem begriffen als Rückkehr zu den Ursprüngen. Das Ziel ist dabei, die späteren Zusätze als sekundär oder sogar als Verfälschung zu eliminieren. Textkritik wird andererseits als notwendiges Übel der vielfältigen Überlieferung angesehen. Die Textkritik rekonstruiert die Überlieferung des neutestamentlichen Textes mit seinen Übersetzungen, Glossierungen, Zusätzen und Veränderungen. Die vielfältige Überlieferung kann somit nicht nur als Mangel, sondern auch als Reichtum gesehen werden. Texterweiterungen und Änderungen sind dabei als Auslegung und Verstehenshilfe der Vorlagen zu verstehen und Textvarianten werden als Teil der Hermeneutik und der Auslegungsgeschichte begriffen.

## Geschichte der Textkritik des NT

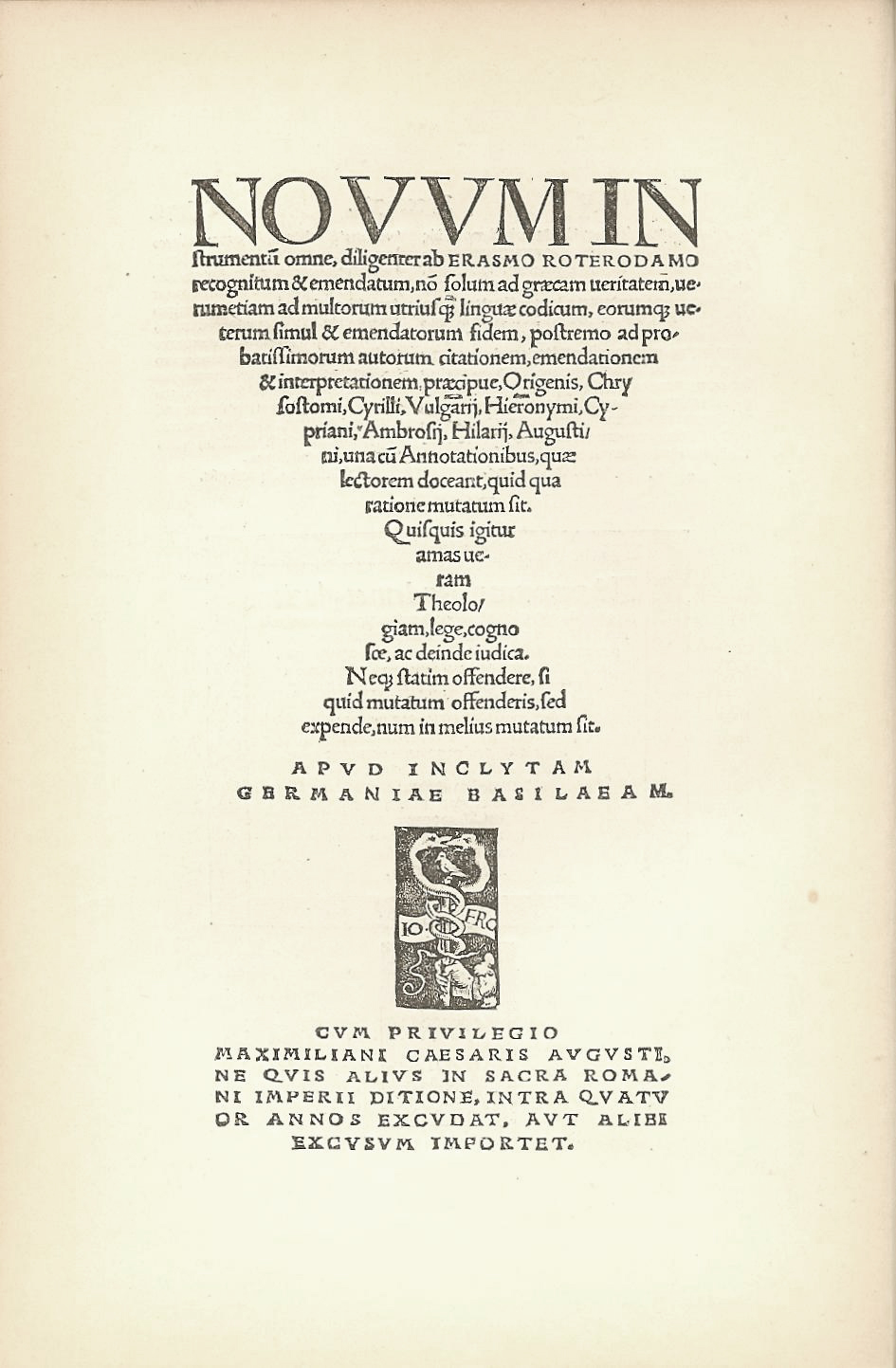
Titelblatt von Novum Instrumentum omne, der ersten im Handel erhältlichen Textausgabe von Erasmus

### Die ersten gedruckten Ausgaben und der Textus Receptus
Mit dem Aufkommen des Buchdrucks und der neuzeitlichen Übersetzungen bekam die Frage nach dem richtigen Bibeltext ein besonderes Gewicht. Kardinal Francisco Jiménez de Cisneros druckte 1514 zum ersten Mal in der Complutensischen Polyglotte unter hohem persönlichem und finanziellem Einsatz den griechischen Text. Es gab aber bis 1520 keine päpstliche Erlaubnis, den Druck zu veröffentlichen. Er selbst starb schon 1517. Die erste im Handel erhältliche gedruckte Ausgabe Novum Instrumentum omne des griechischen Neuen Testaments von Erasmus von Rotterdam erschien 1516 und etablierte den später so bezeichneten Textus Receptus. Sie basierte auf nur wenigen eher zufällig ausgewählten und vergleichsweise jungen Handschriften des byzantinischen Typs, außerdem auf der Vulgata. Erasmus übersetzte die Vulgata an einigen Stellen ins Griechische zurück und erschuf dabei einige neue Begriffe, die aber längere Zeit Bestand hatten. Die zweite Auflage von 1519 wurde zur Grundlage der Lutherbibel.
Théodore de Bèze, im deutschen Sprachgebrauch auch Beza genannt, beschäftigte sich mit verschiedenen Handschriften und fand den Codex Bezae aus dem 5. Jahrhundert, den zu seiner Zeit ältesten bekannten Textzeugen des westlichen Typs, der einige ungewöhnliche Lesarten enthält. Beza gab mehrere Textausgaben heraus, die aber auch noch als Textus Receptus gelten. Er befürchtete Verwirrung bei den Bibellesern und benutzte den Codex Bezae darum wenig. Der französische Buchdrucker Robert Estienne, im deutschen Sprachgebrauch auch Stephanus, war der Erste, der in seine Editio Regia die Lesarten der älteren Textzeugen Codex Bezae und Codex Regius in den Apparat druckte. Er führte 1551 bei einer Ausgabe die bis heute in allen Bibelausgaben übliche Verszählung ein. Die Ausgaben des Stephanus und Bezas sind in ihrem Text vielfältig neu abgedruckt worden und dienten vielen Übersetzungen wie der englischen King-James-Bibel als Grundlage.

### Die Anfänge der Wissenschaft im 18. Jahrhundert
Von den vielen Ausgaben des Textus Receptus sticht die Ausgabe von John Mill heraus, weil er die Lesarten zahlreicher Textzeugen im fortlaufenden Zusammenhang anführt und zugleich dem Leser ermöglicht, die Lesarten den verschiedenen Textzeugen zuzuordnen. Er war auch der Erste, der die genauen Signaturen und die Aufbewahrungsorte seiner verwendeten Manuskripte angab sowie die Charakteristiken, das Alter und die Qualität der Manuskripte zum Thema machte und so zum ersten Mal Anhaltspunkte für textkritische Entscheidungen lieferte. Seine Arbeit dauerte 30 Jahre. Mill starb zwei Wochen nachdem er 1707 sein Neues Testament herausgebracht hatte.
Johann Albrecht Bengel konnte sich mangels Zugang zu den älteren Manuskripten nur mit ungefähr zwei Dutzend relativ unwichtigen Handschriften im Detail beschäftigen, konnte aber die Erkenntnisse Mills nutzen. Er gab einige Regeln für die Textkritik an, die auch außerhalb der Theologie heute noch gültig sind.  Im Anhang seiner 1734 gedruckten Edition des griechischen Neuen Testaments (Introductio in crisin N.T.) stellte er den Grundsatz auf: Proclivi scriptioni praestat ardua (die schwierigere Lesart ist der leichten vorzuziehen), heute ist diese Regel auch als lectio difficilior (die schwierigere Lesung) bekannt. Bengel argumentierte gegen Wettstein, dass die Textzeugen bei textkritischen Entscheidungen nicht zu zählen, sondern zu wägen seien. Von ihm stammt auch die Methode, Stammbäume (Stemmata) der Handschriften zu erstellen.
Er erkannte Grundfamilien von Texten und nannte die eine afrikanisch und die andere asiatisch, Vorläufer der heute gebrauchten Texttypen. Für seine Textausgabe von 1734 identifizierte er die Handschriften, die Erasmus verwendete, samt deren Mängel. Er bemerkte verschiedene Fehler im Text und gab Verbesserungsvorschläge im Apparat. Er wollte jedoch keine Lesart in den Haupttext setzen, die nicht schon vorher gedruckt erschienen war. Die allermeisten seiner Verbesserungsvorschläge haben sich später bei besserer Textgrundlage als richtig erwiesen.
Johann Jakob Wettstein veröffentlichte 1751 bis 1752 seine Textausgabe, die später mehrfach neu aufgelegt wurde. Der textkritische Apparat war ausführlicher als bei allen anderen Ausgaben bisher. Er bezeichnete die älteren Manuskripte mit lateinischen Buchstaben und die jüngeren mit arabischen Ziffern. Er gibt eine Fülle an Informationen zu den Handschriften, zu den Übersetzungen und zu Parallelstellen. Wettstein setzte auch die Paläographie verfeinert und verstärkt ein, um das Alter der verwendeten Handschriften genauer bestimmen zu können. Wettstein liefert außerdem noch reichlich Parallelen von Profanautoren, Kirchenschriftstellern und aus der rabbinischen Literatur, die textkritischen Regeln Bengels nahm er aber nicht auf.

### Der Durchbruch im 19. Jahrhundert

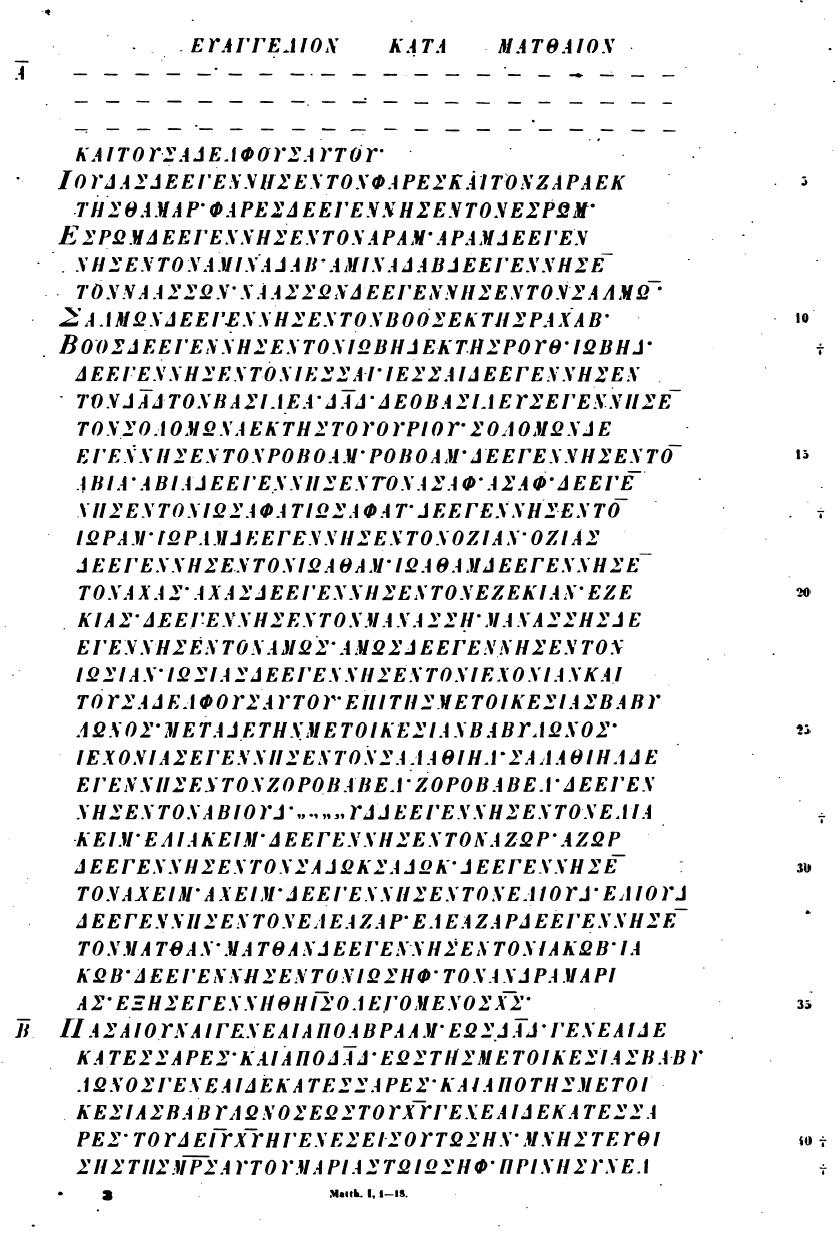
Faksimile des Codex Ephraemi, Handschrift C. Die Entzifferung und Veröffentlichung dieses Palimpsests begründete den Ruf Tischendorfs als Textkritiker

Im 19. Jahrhundert nahm die Forschung einen großen Aufschwung, es wurden zahlreiche neue Textzeugen für die Forschung zugänglich gemacht, und der Textus Receptus wurde zunehmend in Frage gestellt. Johann Jakob Griesbach führte viele Belege aus den Kirchenvätern und alten Übersetzungen ein und verbreiterte so die Textgrundlage. Er verband die Inspiration seines Lehrers Johann Salomo Semler mit den Erkenntnissen Bengels und Wettsteins. Er verließ als Erster seit ungefähr 200 Jahren an einigen Stellen die bisher gedruckten Ausgaben als Textgrundlage und damit den Textus Receptus. Er druckte 1804–1807 in einer beeindruckenden vierbändigen Folioausgabe zum ersten Mal den Text, den er anhand der Ergebnisse der textkritischen Wissenschaft für richtig hielt. Er unterschied erstmals eine „occidentialische“ (westliche), alexandrinische und byzantinische Rezension.
Konstantin von Tischendorf veröffentlichte den Text einiger wichtiger Handschriften im Druck und machte sie so der Forschung zugänglich. Er konnte das Palimpsest Codex Ephraemi Rescriptus entziffern und den Text veröffentlichen. Er kollationierte viele bisher dahin unbekannte oder unbeachtete alte Handschriften auf seinen Reisen in die Bibliotheken und Klöster Europas und des Orients. 1844 entdeckte er einen der wichtigsten Textzeugen überhaupt, den Codex Sinaiticus. 1862 gab er ein prachtvolles und wertvolles Faksimile des Sinaiticus heraus, für das er extra eine Schrifttype entwickelte, die dem Schriftbild der Handschrift nachempfunden war. Das Faksimile bildete die Größenverhältnisse der Buchstaben, die Einteilung der Seiten, Spalten und Zeilen und der Korrekturen so weit wie seinerzeit technisch möglich dem Original nach. Tischendorf brachte mehrere textkritische Ausgaben heraus, in denen er sich vom Textus Receptus löste. Er benutzte für die Lesarten des Codex Sinaiticus als Erster das Sigel א (Aleph). Kritiker bemängelten, dass er im Überschwang zu häufig seinen neu entdeckten Textzeugen den Vorzug gab. Seine letzten Arbeiten wurden von Caspar René Gregory weitergeführt und herausgebracht.
Tischendorf wollte den seit längerem bekannten, jedoch im Text kaum zugänglichen Codex Vaticanus (Handschrift B) genauso wie den Codex Sinaiticus als Faksimile herausbringen, bekam dafür aber keine Genehmigung. Wenig später, 1868 bis 1872, brachte der Vatikan auf Anordnung des Papstes den Text selbst in fünf Foliobänden heraus und 1881 den Kommentarband. Nach vielen Jahren, in denen der Zugang der Forscher behindert war, waren nun endlich dessen Lesarten allgemein und zuverlässig bekannt und überprüfbar. 1879 bis 1883 wurde der Codex Alexandrinus als fotografische Reproduktion herausgegeben. Damit waren die fünf wichtigsten Textzeugen im Wortlaut verfügbar, die Codices Sinaiticus א, Alexandrinus (A), Vaticanus (B), Ephraemi (C) und Bezae (D). Diese fünf sind zugleich die wichtigsten Hauptvertreter der drei Texttypen.
Brooke Foss Westcott und Fenton John Anthony Hort gaben 1881 die Textausgabe The New Testament in the Original Greek heraus, nach den Herausgebern meistens als Westcott und Hort bezeichnet. Sie basiert zum Großteil auf dem Text des Codex Sinaiticus und des Codex Vaticanus und gilt auch nach heutigen Maßstäben als eine solide und zuverlässige Ausgabe mit einem qualitativ hochwertigen Text. Sie ist immer noch im Buchhandel erhältlich und bildete die Grundlage vieler moderner Übersetzungen und Revisionen.
Die Ausgabe Westcotts und Horts mit ihrer Bevorzugung des alexandrinischen Texttyps brachte es mit sich, dass die englische King-James-Bibel revidiert und auf eine neue und zum Teil kürzere Textgrundlage gestellt wurde. Eine Kommission von über 50 Gelehrten machte sich ans Werk und veröffentlichte 1881 das Neue Testament und 1885 das Alte Testament der sogenannten Revised Version. Von vielen Bibellesern wurde das als Verstümmelung der altehrwürdigen Bibel angesehen. Es gab vor allem im angelsächsischen Sprachraum Widerstand gegen den alexandrinischen Text und die Arbeit Westcotts und Horts. Es folgten heftige Attacken der Verfechter des Textus Receptus und des weit verbreiteten byzantinischen Texttyps, auch Mehrheitstext genannt. Allen voran ging John William Burgon, der sogar so weit ging, den Codex Sinaiticus und den Codex Vaticanus als falsche Zeugen zu bezeichnen. Es gibt auch heute noch die King-James-Only-Bewegung, die als alleinige Bibel die alte King James akzeptiert. Die Vorherrschaft des alexandrinischen Texttyps in den Textausgaben, Bibelübersetzungen und Bibelrevisionen des 20. und 21. Jahrhunderts wurde damit nicht aufgehalten. Mit den Ausgaben von Tischendorf sowie Westcott und Hort war der Textus Receptus als Grundlage von kritischen Textausgaben am Ende des 19. Jahrhunderts endgültig abgelöst. Erkenntlich ist das auch daran, dass 1904 die British and Foreign Bible Society den Druck des Textus Receptus aufgab und den Text der dritten Ausgabe von Eberhard Nestle für die einfachen und preiswerten Handausgaben übernahm. Der byzantinische Texttypus ist aber nach wie vor der offizielle Text der griechisch-orthodoxen Kirche. Es gibt auch außerhalb der orthodoxen Kirchen noch Bewegungen, die den byzantinischen Texttyp bevorzugen und diesen verbindlich für Übersetzungen machen wollen. Die alten deutschsprachigen Übersetzungen aus der Reformationszeit wurden erst Anfang des 20. Jahrhunderts allmählich in verschiedenen Revisionen an die neue Textgrundlage angepasst.

### Die Fortschritte im 20. Jahrhundert

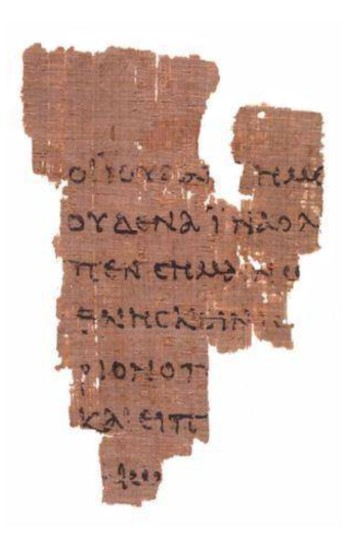
, das älteste bekannte Textfragment des Neuen Testaments

Hermann von Soden brachte von 1902 bis 1910 Die Schriften des neuen Testaments, in ihrer ältesten erreichbaren Textgestalt in vier Bänden heraus. Er beschäftigte sich intensiv mit den Handschriften des Mehrheitstextes vom byzantinischen Texttypus, die über 80 % der Minuskeln ausmachen und beschrieb darin mehrere Textfamilien.
Von Soden versuchte für die wachsende Zahl der Textzeugen eine neue Katalogisierung biblischer Handschriften, allerdings konnte sein System die Probleme nicht endgültig lösen. Kurz vor der Wende zum 20. Jahrhundert tauchten die ersten einer Reihe von sehr alten Papyrusfragmenten auf, wie die Oxyrhynchus Papyri, die neue Einblicke in die frühe Textgestalt gaben und die eine entsprechend Behandlung in der Textkritik verlangten.
Tischendorfs Suche und Untersuchung der Textzeugen wurde fortgesetzt von Caspar René Gregory. 1900 veröffentlichte er Die Textkritik des Neuen Testaments, in der er jeden erreichbaren Textzeugen beschreibt. Nachdem er viele Forscher im Bereich der Textkritik persönlich angeschrieben hatte und eine breite Zustimmung der Gelehrten von Rang und Namen in der Textkritik erhalten hatte, brachte er 1908 Die griechischen Handschriften des Neuen Testaments heraus, im Wesentlichen eine Liste, mit der er der Nummerierung der Textzeugen eine neue, bis heute gültige Grundlage gab.
Jetzt sind alle Papyrusfragmente fortlaufend nummeriert mit {\displaystyle {\mathfrak {P}}}1, {\displaystyle {\mathfrak {P}}}2 usw. Die Majuskeln werden aus Gewohnheit wie bisher noch bezeichnet mit lateinischen und griechischen Großbuchstaben, werden aber zusätzlich mit fortlaufenden Zahlen mit vorgestellter Null nummeriert. Es gibt mehr Majuskeln als Buchstaben in beiden Alphabeten, darum läuft die Zählung ab einem bestimmten Punkt ohne Buchstaben nur mit Zahlen mit vorangestellter Null weiter. Somit ist die Nummerierung א = 01, A = 02, B = 03 usw. Die Minuskeln werden ohne vorangestellte 0 mit arabischen Ziffern durchnummeriert. Lektionare werden mit einem vorangestellten ℓ gekennzeichnet: ℓ1, ℓ2 usw. Neu entdeckte Handschriften kommen an den Schluss mit einer neuen Nummer. Wenn sich mehrere bisher isolierte Fragmente einem Manuskript zuordnen lassen, werden die frei werdenden Nummern nicht neu vergeben. Somit ist heute für jeden Forscher sofort und eindeutig klar, welche Handschrift mit einer bestimmten Nummer bezeichnet ist, er muss sich nicht mehr mit den verschiedenen Zählweisen der verschiedenen Auflagen und Textausgaben beschäftigen. Gregorys Liste wurde später von Kurt Aland weiterbearbeitet, erweitert und neue Erkenntnisse eingearbeitet, somit wird heute nach Gregory-Aland nummeriert. Neue Textzeugen bekommen heute eine Nummer im Institut für neutestamentliche Textforschung in Münster zugewiesen.

Einige textkritischen Zeichen des Nestle-Aland

1898 gab Eberhard Nestle die erste Ausgabe des Novum Testamentum Graece heraus, die mehrere Lesarten aus verschiedenen Textausgaben samt den Quellen angab. Der Nestle, wie die Ausgabe genannt wird, verwendete in späteren Auflagen das neue System Gregorys. Sein Sohn Erwin Nestle führte die Arbeit fort, er erfand die für diese Ausgabe typischen textkritischen Zeichen, mit denen sich einerseits sehr viel Information auf wenig Raum darstellen lässt, die andererseits vom Leser eine Einübung in der Benutzung erfordern. Seit 1952 mit der 21. Auflage war Kurt Aland, später auch Barbara Aland an den Ausgaben beteiligt, somit werden diese Ausgaben seither kurz als Nestle-Aland bezeichnet. Kurt Aland gründete 1959 das Institut für neutestamentliche Textforschung, das später von Barbara Aland geleitet wurde. Er löste sich von den früheren gedruckten Ausgaben und Kollationen der vorangegangenen Wissenschaftler, die in vielen Details ungenau und veraltet waren und fing ganz von vorne an. Er nahm seine Lesarten direkt aus den Textzeugen, die er Schritt für Schritt einzeln überprüfte, abfotografierte und neu kollationierte, bevor er sie in die Ausgabe aufnahm. Die beiden Alands schlugen 1981 eine Einteilung der Textzeugen in fünf Kategorien der Handschriften des Neuen Testaments vor. Dabei wird die Qualität des Textes insgesamt beurteilt, was eine wertvolle Hilfe zur Gewichtung der Lesarten darstellt.

### Der Stand der Forschung am Beginn des 21. Jahrhunderts
Die vierte Auflage des Greek New Testament hat den gleichen Text wie der Nestle-Aland in der 26. und 27. Auflage, hat aber einen anderen textkritischen Apparat. Die 28. Auflage des Nestle-Aland ist die neueste Textausgabe und dominiert mit einem umfangreichen textkritischen Apparat im wissenschaftlichen Bereich. Der Text stimmt überein mit der 5. Auflage des Greek New Testaments, das mehr für den Übersetzer konzipiert ist.
Seit dem Ende des 20. und im 21. Jahrhundert werden die tausenden von Handschriften zunehmend digitalisiert und mit Hilfe von EDV verglichen. Neue Technik wie Infrarotfotografie und UV-Fotografie verbesserte die Lesbarkeit von Palimpsesten und verblichenen Handschriften. Die Textkritik in ihrer Detailarbeit wird zunehmend in wissenschaftlichen Instituten wie dem Institut für Neutestamentliche Textforschung und in internationalen und interkonfessionellen Gremien und Gruppen betrieben. Nicht mehr die Meinung von einzelnen Forschern, wie kompetent auch immer, sondern der Konsens der Experten ist ausschlaggebend für die Aufnahme einer Lesart in die Textausgabe.
Aktuell beschäftigt sich die Forschung noch mit der vollständigen Digitalisierung der Handschriften und einer kompletten Ausgabe mit allen Lesarten aller bekannten Handschriften. Die Editio Critica Maior wird vermutlich vollständig nur in digital abrufbarer Form herauskommen. Mit weiterem Fortschritt der EDV und der auswertenden Programme erhofft die Forschung sich weitere Erkenntnisse über die Textgeschichte der Manuskripte und deren Beziehungen untereinander. Neu ist die kohärenzbasierte genealogische Methode, die erst mit computergestützten Methoden möglich wird. Es wird dabei versucht anhand der Ähnlichkeiten und Unterschiede von Handschriften untereinander eine genealogische Folge der Handschriften zu erstellen, die dem Phänomen der Kontamination gerecht wird. Anhand von solchen Merkmalen wird versucht die unterschiedlichen Vorlagen einer Handschrift zu identifizieren und eine näherungsweise vollständige Genealogie zu erstellen. Als Nächstes will man die Zitate bei den Kirchenvätern und anderen frühen Autoren verstärkt auswerten und die frühen Übersetzungen wieder mehr in das Interesse rücken. Vergleichbare Digitalisierungsprojekte und groß angelegte textkritische Projekte gibt es für die Handschriften der Vetus Latina, der Vulgata und der Septuaginta.

### Textausgaben
- Complutensische Polyglotte von Francisco Jiménez de Cisneros als PDF-Download von 160 + 328 MB.
- The New Testament in the original Greek, the text revised by Brooke Foss Westcott and Fenton John Anthony Hort, Cambridge und London 1881.
- The New Testament in the original Greek, the text revised by Brooke Foss Westcott and Fenton John Anthony Hort, zweisprachige amerikanische Ausgabe mit entsprechender englischer Übersetzung und mit einem Vorwort von Philip Schaff, New York 1882.
- Novum Testamentum Graece. Hrsg. v. Barbara Aland, Eberhard Nestle u. a., 27. Aufl. Stuttgart 2001 (für die Textkritik ist die aktuelle Auflage wichtig, wegen der Einbeziehung der neuesten Handschriftenfunde) ISBN 3-920609-32-8
- The Greek New Testament. Hrsg. v. Barbara Aland. Stuttgart 1993 (Text des GNT4 ist derselbe wie NA27, doch der textkritische Apparat ist anders) ISBN 3-438-05110-9
- Bruce M. Metzger: A Textual Commentary on the Greek New Testament. A Companion Volume to the United Bible Societies' Greek New Testament (Fourth Revised Edition). Dt. Bibelges./United Bible Soc., Stuttgart 2. Aufl. 1994 ISBN 3-438-06010-8
- Novum Testamentum Graecum Editio Critica Maior. Hrsg. vom Institut für Neutestamentliche Textforschung Münster. Bisher erschienen: Bd. 4: Die katholischen Briefe. Stuttgart 1997–2003
- Barbara Aland et al. (Hrsg.): Novum Testamentum Graece. 28. Auflage. Deutsche Bibelgesellschaft, Stuttgart 2012, ISBN 978-3-438-05140-0 (890 S.).
- Holger Strutwolf et al. (Hrsg.): Die Apostelgeschichte: The Acts of the Apostles: Novum Testamentum Graecum: Editio Critica Maior. Deutsche Bibelgesellschaft, Stuttgart 2017, ISBN 978-3-438-05610-8 (5291088 S.).
- Holger Strutwolf et al. (Hrsg.): Das Markusevangelium: The Gospel according to Mark: Novum Testamentum Graecum: Editio Critica Maior. Deutsche Bibelgesellschaft, Stuttgart 2021, ISBN 978-3-438-05618-4 (3 Bde).

### Einführungen und Hilfsmittel
- Kurt Aland, Barbara Aland: Der Text des Neuen Testaments. Einführung in die wissenschaftlichen Ausgaben sowie in Theorie und Praxis der modernen Textkritik. 1982. Stuttgart 2. Aufl. 1989 (das Standardwerk zum Thema) ISBN 3-438-06011-6
- Kurt Aland: Kurzgefaßte Liste der griechischen Handschriften des Neuen Testaments. ANTT 1. Berlin 2. Aufl. 1994
- Bart D. Ehrman: Misquoting Jesus: The Story Behind Who Changed the Bible and Why. HarperSanFrancisco, San Francisco 2005, ISBN 0-06-073817-0 (242 S.).
- Caspar René Gregory: Die Textkritik des Neuen Testaments, Leipzig 1900
- Caspar René Gregory: Die Textkritik des Neuen Testaments, Bd. 2 Leipzig 1902
- Caspar René Gregory: Die griechischen Handschriften des Neuen Testaments, Leipzig 1908
- Bruce M. Metzger: The Text of the New Testament. Its Transmission, Corruption, and Restoration. New York 3. Aufl. 1992 (vgl. die veraltete deutsche Ausgabe: Der Text des Neuen Testaments. Eine Einführung in die neutestamentliche Textkritik. Kohlhammer, Stuttgart 1966)
- Eberhard Nestle: Einführung in das griechische Neue Testament, 3. umgearbeitete. Aufl., Göttingen 1909.
- James Keith Elliot: A Bibliography of Greek New Testament Manuscripts. MSSNTS 109. Univ. Press, Cambridge 2. Aufl. 2000 ISBN 0-521-77012-2

### Geschichte der neutestamentlichen Textkritik
- Martin Heide: Der einzig wahre Bibeltext? Erasmus von Rotterdam und die Frage nach dem Urtext. 5., verbesserte und erweiterte Auflage. Verlag für Theologie und Religionswissenschaft, Nürnberg 2006, ISBN 978-3-933372-86-4
- Winfried Ziegler: Die „wahre strenghistorische Kritik“. Leben und Werk Carl Lachmanns und sein Beitrag zur neutestamentlichen Wissenschaft. Theos 41. Kovač, Hamburg 2000, ISBN 3-8300-0141-X
- Barbara Aland: Neutestamentliche Textkritik heute. In: Verkündigung und Forschung 20/21 (1979), S. 3–22.
- Barbara Aland: Neutestamentliche Textforschung, eine philologische, historische und theologische Aufgabe. In: Friedrich Wilhelm Horn (Hrsg.): Bilanz und Perspektiven gegenwärtiger Auslegung des Neuen Testaments: Symposion zum 65. Geburtstag von Georg Strecker (= Zeitschrift für die neutestamentliche Wissenschaft, Beihefte, 75). De Gruyter, Berlin/New York 1995, S. 7–29.

### Aktueller Forschungsstand
- Bart D. Ehrman, M. W. Holmes (Hrsg.): The Text of the New Testament in Contemporary Research. Essays on the 'Status Quaestionis'. A Volume in Honor of Bruce M. Metzger. Studies and Documents 46. Eerdmans, Grand Rapids 1995 ISBN 0-8028-2440-4; Second Edition. Brill, Leiden 2014, ISBN 978-90-04-25840-2.
- Kent D. Clarke: Textual Optimism. A Critique of the United Bible Societies' Greek New Testament. JSNTSup 138. Academic Press, Sheffield 1997, ISBN 1-85075-649-X
- A. Denaux (Hrsg.): New Testament Textual Criticism and Exegesis. Festschrift J. Delobel. BEThL 161. University Press, Peeters, Leuven 2002, ISBN 90-429-1085-2
- Sylvia Nielsen: Euseb von Cäsarea und das Neue Testament. Methoden und Kriterien zur Verwendung von Kirchenväterzitaten innerhalb der neutestamentlichen Textforschung. Theorie und Forschung 786. Theologie 43. Roderer, Regensburg 2003, ISBN 3-89783-364-6
- Eldon Jay Epp: Perspectives on New Testament Textual Criticism. Collected Essays. 1962–2004. Supplements to Novum Testamentum 116. Brill, Leiden u. a. 2005, ISBN 90-04-14246-0
- Bart D. Ehrman: Studies in the Textual Criticism of the New Testament. New Testament Tools and Studies 33. Brill, Leiden u. a. 2006, ISBN 90-04-15032-3